# Prionochilus thoracicus
Prionochilus thoracicus е вид птица от семейство Dicaeidae. Видът е почти застрашен от изчезване.

## Разпространение
Видът е разпространен в Бруней, Индонезия, Малайзия и Тайланд.